# Kuzma Akimovich Gurov
Kuzma Akimovich Gurov (tiếng Nga: Кузьма Акимович Гу́ров; 1901-1943) là một sĩ quan chính trị cao cấp của Hồng quân trong thời kỳ đầu của Chiến tranh Vệ quốc Vĩ đại, hàm Trung tướng (1942). Ông từng giữ chức Ủy viên Hội đồng quân sự Phương diện quân Nam, một trong những người lãnh đạo công cuộc bảo vệ Stalingrad và giải phóng Donbass.

## Tiểu sử
Kuzma Gurov sinh ngày 14 (lịch cũ: 1) tháng 10 năm 1901, tại làng Panevo, Rudinskaya volost, huyện Kozelsk, tỉnh Kaluga (nay thuộc Gurovo, huyện Ulyanovsk, vùng Kaluga).
Tháng 12 năm 1919, ông tình nguyện gia nhập Hồng quân, phục vụ trong Trung đoàn kỵ binh Irkutsk số 2, tham gia chiến đấu trong các trận chiến với quân Kolchak. Năm 1920, ông được gửi đến Ngoại Baikal, năm 1922 - đến Lãnh thổ Primorsky, làm nhiệm vụ chính trị viên trong các phân đội. Ông được trao tặng Huân chương Cờ đỏ. Năm 1936, ông tốt nghiệp Học viện Chính trị-Quân sự ở Leningrad. Từ năm 1940, ông đứng đầu Học viện Sư phạm Quân sự của Hồng quân ở Kalinin.
Khi Chiến tranh Vệ quốc vĩ đại bùng nổ, ông được thăng cấp Chính ủy sư đoàn (Дивизионный комиссар), lãnh đạo chính trị trong Tập đoàn quân 29; sau đó là Ủy viên Hội đồng quân sự Phương diện quân Stalingrad, rồi Phương diện quân Nam. Từ tháng 7 năm 1942 đến tháng 2 năm 1943, Gurov là Ủy viên Hội đồng quân sự Tập đoàn quân 62. Năm 1942, ông được thăng cấp Trung tướng. Từ tháng 2 năm 1943, ông là Ủy viên Hội đồng quân sự Phương diện quân Nam.
Ngày 25 tháng 9 năm 1943, ông đột ngột qua đời tại làng Gusarka, quận Kuibyshevsky, vùng Zaporozhye do tắc nghẽn động mạch tim .
Di hài của ông sau chiến tranh đã được chuyển đến chôn cất ở Stalino (nay là Donetsk). 
| | | | |
| Bộ chỉ huy Tập đoàn quân 62: Tham mưu trưởng N.I. Krylov, Tư lệnh V.I. Chuikov, Ủy viên Hội đồng quân sự K.A. Gurov, tư lệnh Sư đoàn súng trường Cận vệ 13 A.I. Rodimtsev. Tháng 12 năm 1942. | Tư lệnh Tập đoàn quân 62 của Phương diện quân Stalingrad, Trung tướng V.I. Chuikov, và Ủy viên Hội đồng quân sự Phương diện quân Stalingrad, Trung tướng K.A. Gurov tại khu vực Stalingrad. 1943. | Ủy viên Hội đồng quân sự Tập đoàn quân 62, Trung tướng K.A. Gurov trao huân chương cho chỉ huy sư đoàn súng trường 95, Đại tá V.A. Gorishny. 1942 | Ủy viên Hội đồng Quân sự Tập đoàn quân 62 K.A. Gurov và Tư lệnh Tập đoàn quân 62 V.I. Chuikov. Stalingrad. 1942. |

## Giải thưởng
- Huân chương Lenin,
- 3 Huân chương Cờ đỏ

## Lược sử cấp bậc
- Chính ủy Lữ đoàn (бригадный комиссар, 03/03/1939)
- Chính ủy Sư đoàn (Дивизионный комиссар, 19/06/1940)
- Trung tướng (06/12/1942)

## Tưởng niệm
- Đài tưởng niệm Gurov tại mộ của ông ở Donetsk.
- Để vinh danh Kuzma Akimovich, ngôi làng nơi ông sinh ra đã được đổi tên thành Gurovo (ngày nay thuộc quận Ulyanovsk của vùng Kaluga).
- Vào tháng 2 năm 1944, một trong những đại lộ ở Donetsk được đặt theo tên của Gurov.